# San Diego Challenger 1979
Il San Diego Challenger 1979 è stato un torneo di tennis facente parte della categoria ATP Challenger Series nell'ambito dell'ATP Challenger Series 1979. Il torneo si è giocato a San Diego negli Stati Uniti dal 2 all'8 luglio 1979 su campi in cemento.

## Vincitori

### Singolare
Trey Waltke ha battuto in finale  Matt Mitchell con il punteggio di 4–6, 6–4, 6–0

### Doppio
Sashi Menon /  Robert Trogolo hanno battuto in finale  Rod Frawley /  Russell Simpson con il punteggio di 7–6, 6–1